# تود باتلر
تود باتلر (بالإنجليزية: Todd Butler)‏ هو لاعب كرة قاعدة أمريكي، ولد في 23 يوليو 1966 في الإسكندرية في الولايات المتحدة.